# Cambridgea arboricola
Espèce
Synonymes
- Tegenaria arboricola Urquhart, 1891

Cambridgea arboricola est une espèce d'araignées aranéomorphes de la famille des Desidae.

## Distribution
Cette espèce est endémique de Nouvelle-Zélande.

## Publication originale
- Urquhart, 1891 : On new species of Araneae. Transactions of the New Zealand Institute, vol. 23, p. 128-189 (texte intégral).